# Isidoro Macías
Isidoro Macías Martin, auch bekannt als Padre patera, (* 31. Januar 1945 in Minas de San Telmo/Huelva) ist ein spanischer Franziskaner. Er ist in Spanien mittlerweile für sein Engagement für Flüchtlinge landesweit bekannt. Das Time-Magazin wählte ihn 2003 zu einem der „Helden Europas“ er wurde daneben mit zahlreichen zivilen und sozialen Preisen ausgezeichnet.

## Frühes Leben und Ordenseintritt
Er wurde in eine arme Familie geboren und ist eines von sechs Kindern. Während er seinen Militärdienst in Ceuta ableistete, lernte er den Franziskaner Isidoro Lezcano Guerra kennen, der sich damals um Randgruppen der Gesellschaft kümmerte. Er half danach Guerra bei seinen Aufgaben, so auch in Tanger. Danach beschloss er, ebenfalls Franziskaner zu werden. Er gehört den seit 1975 als Diözesankongregation bestehenden Franziskanern vom Weißen Kreuz (Franciscanos de la Cruz Blanca) an. Seinen Habit empfing er vom damaligen Erzbischof von Tanger und späterem Kardinal Carlos Amigo Vallejo. 1977 wurde er nach Cáceres versetzt, er arbeitete auch in Venezuela und an der Elfenbeinküste.

## Tätigkeiten für Flüchtlinge
Isidoro Macías kümmert sich seit vielen Jahren vor allem um Bootsflüchtlinge, die versuchen, von Afrika über die Meerenge von Gibraltar nach Europa zu gelangen. Er unterhält durch Spenden in Algeciras seit 1982 ein Haus, in dem er bereits mehrere hundert Flüchtlinge versorgte, sein Hauptaugenmerk liegt dabei auf schwangeren Frauen oder solchen mit kleinen Kindern. Er wurde mehrfach wegen Verstößen gegen Einwanderungsgesetze verhaftet. Sein „zweiter“ Name, Padre patera, kommt vom spanischen Wort für ein kleines Boot ohne Kiel, einem Patera, das auf die von den Flüchtlingen benutzten Bootstypen anspielt.
Für sein soziales Engagement wurde er mit zahlreichen Preisen ausgezeichnet. Er ist Träger der goldenen Medaille der Stadt Algeciras, der Verdienstmedaille der Guardia Civil, des Ehrenpreises der Region Andalusien und weiterer Auszeichnungen.